# أخبار الفردوس (رواية)
أخبار الفردوس (بالإنجليزية: Paradise News)‏ هي رواية للكاتب البريطاني ديفيد لودج، نشرت عام 1991، عن دار نشر سيكر آند واربرغ.